# Julius H. Hlavaty
Julius Hayman Hlavaty (Estado checo, 1907-Estados Unidos, 20 de septiembre de 1978) fue un matemático estadounidense nacido en Eslovaquia. Fue miembro activo del Consejo Nacional de Profesores de Matemáticas de los Estados Unidos de América (en inglés National Council of Teachers of Mathematics), organización que presidió entre 1968 y 1970.

## Biografía
Julius H. Hlavaty llegó a Estados Unidos desde Checoslovaquia en 1921, aprendiendo el inglés y finalizando sus estudios secundarios en el DeWitt Clinton High School.
Hlavaty trabajó durante muchos años para la Universidad de Columbia, impartiendo clases en la Teachers College. Enseñó en varios centros de secundaria de la ciudad de Nueva York, y fue el primer jefe del departamento de matemáticas del Bronx High School of Science. Formó parte de la  comisión del currículo de las escuelas secundarias y del taller curricular de la Universidad de Siracusa. También impartió clases en numerosos centros de formación de profesorado de matemáticas dependientes de la Fundación Nacional de Ciencias.
En los medios de comunicación social, Hlavaty realizó apariciones en el programa educativo Continental Classroom, transmitido por la NBC; y también participó en emisiones en lengua eslovaca de la Voice of America sobre sus experiencias como emigrante a los Estados Unidos.

## Interrogatorio por el Comité de Actividades Antiamericanas
El 13 de marzo de 1953, Hlavaty compareció ante el Comité de Actividades Antiestadounidenses del Senado de los Estados Unidos, presidido por Joseph McCarthy. En aquel momento, Hlavaty dirigía el departamento de matemáticas del Bronx High School of Science. El motivo por el que se le había convocado era dentro de la investigación sobre las actividades de la emisora, ya que Hlavaty había realizado una grabación en eslovaco en 1949 para la misma, la cual se había difundido por Europa Central.
Sin embargo, las preguntas que se le hicieron tocaron principalmente temas relacionados con la ideología y afiliación política de Hlavaty, quien era miembro de un partido izquierdista, el American Labor Party, y era posible que hubiera sido miembro del Partido Comunista en los años treinta. Ante la pregunta de McCarthy sobre si era miembro del Partido Comunista, respondió que «ahora no», aunque se negó a hablar de su pasado. También se negó a responder sobre si había intentado captar afiliados entre sus alumnos. Preguntado si era miembro del American Labor Party, respondió que sí, aunque indicó a continuación que no veía en qué incumbían sus opiniones políticas privadas al senador McCarthy.
Tres semanas después del interrogatorio por McCarthy en Washington, Hlavaty fue despedido de su empleo en Nueva York por insubordinación, ya que el consejo escolar neoyorkino había establecido que cualquiera que se negara a cooperar con el Comité, ya fuera negándose a responder, ya fuera negándose a facilitar nombres de presuntos comunistas, sería despedido de forma inmediata. Una semana más tarde, su esposa Fancille, profesora en el área metropolitana de Nueva York, también fue despedida.
El único libro que había publicado hasta el momento, un manual sobre geometría sólida (Review Digest on Solid Geometry) se incluyó en la lista de libros que debían retirarse de las bibliotecas financiadas por el gobierno estadounidense en el extranjero, por tratarse de un trabajo «peligroso» y «controvertido».